# Пальчинці (Тернопільський район)
Па́льчинці — село в Україні, у Скориківській сільській громаді Тернопільського району Тернопільської області. Адміністративний центр колишньої Пальчинської сільської ради, якій було підпорядковане село Щаснівка.
Населення — 524 осіб (2007).

## Географія
Розташоване на річці Збруч, на сході району.

## Історія
Поблизу Пальчинців виявлено археологічні пам'ятки черняхівської культури.
Перша писемна згадка — 1463 як Ряпчинці.
Діяли «Просвіта», «Рідна школа» та інші товариства, кооператива.
З 24 серпня 1991 року село входить до складу незалежної України.
Від вересня 2015 року ввійшло у склад Скориківської сільської громади.
12 червня 2020 року, відповідно до розпорядження Кабінету Міністрів України  № 724-р «Про визначення адміністративних центрів та затвердження територій територіальних громад Тернопільської області», село увійшло до складу Скориківської селищної громади.
19 липня 2020 року в результаті адміністративно-територіальної реформи та ліквідації Підволочиського району, село увійшло до складу новоствореного Тернопільського району.

## Пам'ятки
Є церква святого Архістратига Михаїла (1899), «фігура» на честь заснування села.
Споруджено пам'ятник воїнам-односельцям, полеглим у німецько-радянській війні (1966, скульптор Яків Чайка).

## Соціальна сфера
Працюють клуб, бібліотека, ФАП, відділення зв'язку, торговельний заклад.

## Відомі люди

### Народилися
- меценат В. Боднарчук,
- мистецтвознавець І. Боярська (Малюца),
- громадський діяч Г. Корицький,
- Володимир Крук (1963-2015) —український військовик. На початку осені 2014 року добровольцем пішов на російсько-український фронт, 12 березня 2015 року у храмі святого архістратига Михаїла відбувся чин похорону, похований на місцевому кладовищі.[3]

## Галерея

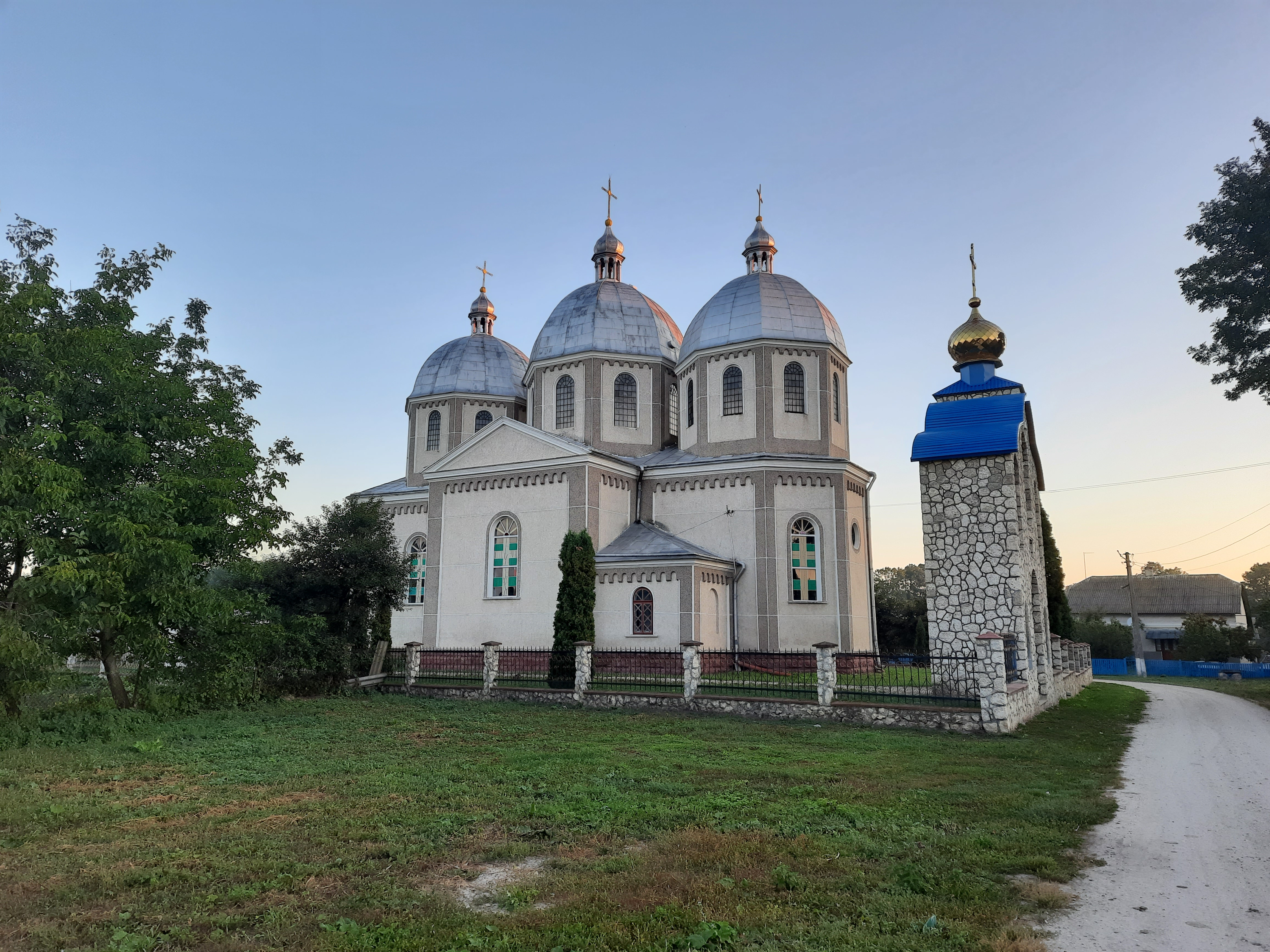
Церква Святого Архістратига Михаїла (1899 р.)
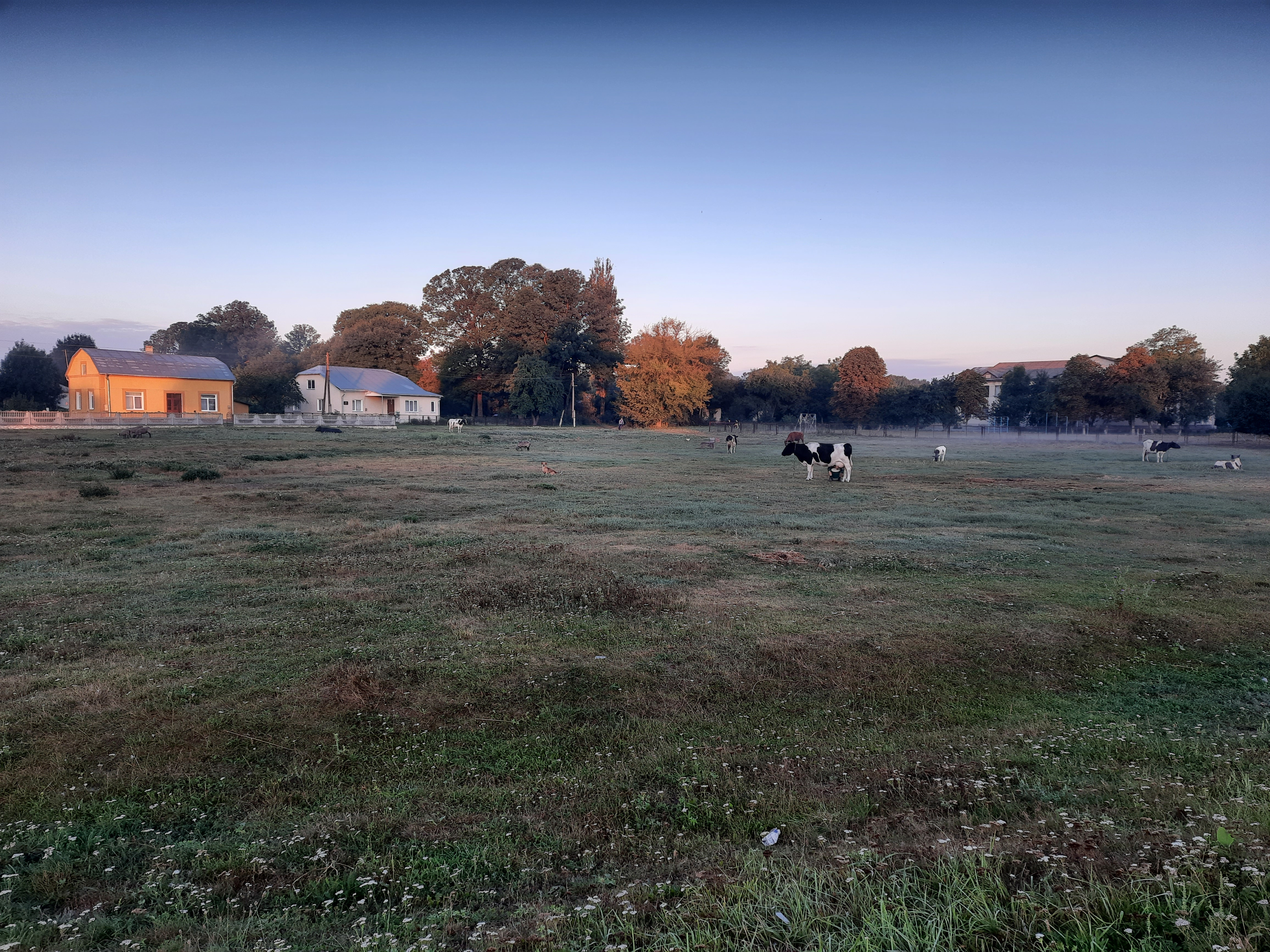
Село на світанку